# Дедки (Могилёвская область)
Дедки — деревня в составе Заводскослободского сельсовета Могилёвского района Могилёвской области Республики Беларусь.

## Географическое положение
Ближайшие населённые пункты: Берёзовка, Вендриж, Хоново.